# Arijana Antunovic
Arijana Antunovic (* 1980 in Lahr/Schwarzwald) ist eine deutsche Schauspielerin und Fotomodell kroatischer Abstammung.

## Leben
Arijana Antunovic ist als Tochter kroatischer Eltern im Schwarzwald aufgewachsen und besuchte das Scheffel-Gymnasium in Lahr. Hier spielte sie in einer Band und begann als Model für Porträt- und Kunstfotos zu arbeiten. Ab 2006 begann Antunovic  Schauspielunterricht zu nehmen. In Coachings und Workshops baute sie ihre Fähigkeiten aus und beendete ihre Ausbildung 2012. Während dieser Zeit wirkte sie bereits in einigen Filmen mit, so in dem Kurzfilm Mikis Ballade und dem Kurzfilmdrama Das Protokoll. Es folgten Filme wie 2010 das Kurzfilmdrama Viktoriapark und 2011 das Krimidrama  Nachtschicht – Ein Mord zu viel und der Actionthriller Visus – Expedition Arche Noah. Im darauffolgenden Jahr war sie in dem romantischen Drama Das ist ja das Leben selbst! in einer der Hauptrollen zu sehen. 2016 spielte sie in Lars Beckers komödiantischem Filmdrama Der mit dem Schlag eine kleinere Rolle, 2017 in Philipp Leinemanns komödiantischem Drama Willkommen bei den Honeckers ebenfalls und 2018 in der romantischen Filmkomödie Meine Mutter ist unmöglich eine tragende Rolle. In der Kriminalfilmreihe Der Kroatien-Krimi wirkte Antunovic 2019 in der sechsten Folge der Reihe mit dem Titel Der Henker mit. 
Arijana Antunovics Hauptwohnsitz ist in Berlin.

## Filmografie (Auswahl)
- 2007: Schuld und Unschuld
- 2008: Mikis Ballade
- 2009: Das Protokoll
- 2009: SOKO Köln – Auf der Flucht
- 2010: Viktoriapark
- 2010: Zeit(en) und Porträt(s)
- 2010: Coke and Tarts
- 2011: Nachtschicht – Ein Mord zu viel
- 2011: Visus – Expedition Arche Noah
- 2012: Genesis 2.0
- 2012: Das ist ja das Leben selbst!
- 2015: Robin Schulz Feat. J.U.D.G.E.: Show Me Love
- 2016: Der mit dem Schlag
- 2017: Der gute Bulle
- 2017: Willkommen bei den Honeckers
- 2018: Meine Mutter ist unmöglich
- 2019: Der Kroatien-Krimi – Der Henker
- 2022: Der Kroatien-Krimi – Der längste Tag
- 2024: Dünentod – Falsches Spiel